# حادث تحطم طائرة منصور بن مقرن ومرافقيه
في 16 صفر 1439 هـ الموافق 5 نوفمبر 2017 تحطمت طائرة مروحية كانت تقل عدداً من مسؤولي منطقة عسير داخل محمية ريدة، ومن ضمن الضحايا: الأمير منصور بن مقرن بن عبد العزيز آل سعود نائب أمير منطقة عسير، و أمين منطقة عسير المهندس صالح بن عبد الله القاضي بالإضافة لسبعة آخرين من كبار مسؤولي منطقة عسير.

## الحادث
أعلن المتحدث الأمني بوزارة الداخلية السعودية، العثور على حطام الطائرة المروحية التي كانت تنقلهم أثناء عودتهم ضمن جولات الأمير التفقدية الدورية على عدد من المشاريع الساحلية غرب مدينة أبها. وقال المتحدث الأمني إنه فُقد الاتصال بالطائرة في محيط محمية ريدة.

## الركاب
المروحية كانت تقل 11 شخصا، وقد توفوا جميعاً في الحادث.
وهم الأمير منصور بن مقرن وكان يرافقه وكيل الإمارة سليمان الجريش وأمين منطقة عسير صالح القاضي ومحافظ محايل عسير محمد بن سعود المتحمي ومدير فرع وزارة الزراعة بمنطقة عسير المهندس فهد الفرطيش والنقيب عبد الله عبد الرحمن الشهري المرافق الشخصي للأمير منصور بن مقرن والعقيد سعود دغش السهلي ورئيس المراسم خالد بن حميد وقائدي الطائرة النقيب طيار نايف الربيعي والملازم أول محمد الشهراني ومساعدهم عبد الله حدادي .